# Cases unifamiliars al passeig Anselm Clavé, 80-82 (Sentmenat)
Les Cases unifamiliars al passeig Anselm Clavé, 80-82 és una obra modernista de Sentmenat (Vallès Occidental) inclosa a l'Inventari del Patrimoni Arquitectònic de Catalunya.

## Descripció
Conjunt de cases unifamiliars, unes de planta baixa i pis i altres, d'una sola planta. Presenten característiques d'un primer Modernisme influït per un Neoclassicisme de finals del segle xviii, com s'aprecia en la decoració floral de finestres, portes i cornises. Cal destacar la continuïtat de la paret blanca, les baranes superiors calades i les cornises sostingudes per mènsules florals.

## Història
Els habitatges unifamiliars estan formats per una casa amb un espai destinat a hort o jardí particular. Estan destinats a qualsevol classe social i s'edifiquen a certa distància del límit lateral del carrer. Actualment, hi ha una tendència a tornar a aquest tipus de construcció.